# سيريل غويو
سيريل غويو (بالفرنسية: Cyril Guyot)‏ (4 يناير 1980 في فرنسا - ) هو لاعب كرة قدم فرنسي في مركز الدفاع. لعب مع نادي باو ونادي كان ونادي لوهافر ونادي لوهان كويسو وFC Dieppe ‏ ونادي ليزيربيي.

## وصلات خارجية
- سيريل غويو على موقع قاعدة بيانات كرة القدم.إي يو (الإنجليزية)
- سيريل غويو على موقع ليكيب (الفرنسية)